# Leptoneta taramellii
Espèce
Leptoneta taramellii est une espèce d'araignées aranéomorphes de la famille des Leptonetidae.

## Distribution
Cette espèce est endémique de Sardaigne en Italie.

## Publication originale
- Roewer, 1956 : Cavernicole Arachniden aus Sardinien II. Fragmenta Entomologica, vol. 2, p. 97-104.